# NGC 5609
NGC 5609 là một thiên hà xoắn ốc  nằm cách Trái đất 1,3 tỷ năm ánh sáng, trong chòm sao Mục Phu. Nó có dịch chuyển đỏ lớn thứ hai của bất kỳ thiên hà nào trong Danh mục chung mới. Chỉ NGC 1262, một thiên hà xoắn ốc khác có độ dịch chuyển cao hơn. NGC 5609 được phát hiện bởi nhà thiên văn học Bindon Blood Stoney vào ngày 1 tháng 3 năm 1851.